# Ramón Criado Margareto
Ramón Criado Margareto (Medina de Rioseco, España; 29 de noviembre de 1940), es un periodista español en prensa escrita, radio y televisión, que también ha ejercido cargos directivos en diversos medios de comunicación y organismos públicos.

## Trayectoria profesional
Criado inició su carrera como periodista en prensa escrita en los periódicos Pueblo y Libertad. En 1975 se incorporó a la emisora de Radio Nacional de España (RNE) en San Sebastián como redactor de informativos y en 1981 fue nombrado director de Radio Nacional de España en el País Vasco.
En diciembre de 1982, tras la victoria del PSOE en las elecciones generales y el nombramiento de José María Calviño como director de Radiotelevisión Española (RTVE), Criado pasó a ocupar la dirección de Radiocadena Española (RCE).
En septiembre de 1983 fue nombrado director general de Televisión Española, puesto que ocupó hasta 1986. Posteriormente pasó a formar parte del Consejo de Administración de Radiotelevisión Española donde permaneció hasta 1993.
Tras abandonar RTVE, desde 1993 a 1996 dirigió la Asociación Deportes Olímpicos (ADO) y la Cámara de la Propiedad Urbana de Madrid.[cita requerida]

## Distinciones
En 1981 fue uno de los profesionales galardonado con el Premio Ondas en la categoría de Premios Nacionales de Radio.